# 4663 Falta
4663 Falta eller 1984 SM1 är en asteroid i huvudbältet som upptäcktes den 27 september 1984 av den tjeckiske astronomen Antonín Mrkos vid Kleť-observatoriet i Tjeckien. Den är uppkallad efter Josef Falta.
Asteroiden har en diameter på ungefär 28 kilometer.